# 施拉格斯多夫
施拉格斯多夫是德国梅克伦堡-前波美拉尼亚州的一个市镇。总面积20.43平方公里，总人口1102人，其中男性569人，女性533人（2011年12月31日），人口密度54人/平方公里。